# نائوتو کونو
نائوتو کونو (ژاپنی: 河野 直人؛ زادهٔ ۹ سپتامبر ۱۹۸۵) یک بازیکن فوتبال اهل ژاپن است.
از باشگاه‌هایی که در آن بازی کرده‌است می‌توان به باشگاه فوتبال ناگویا گرامپوس، باشگاه فوتبال آویسپا فوکوئوکا، باشگاه فوتبال سانفریس هیروشیما و باشگاه فوتبال گیفو اشاره کرد.